# 藤田聡
藤田聡（ふじた さとし、1964年（昭和39年） - ）は日本の温泉評論家。神奈川県出身。

## 概要
学生時代から温泉めぐりを趣味としており、1998年から温泉に関するウェブサイトを持つなどしていた。同年には「テレビチャンピオン」の第五回温泉通選手権に出場し、第3位に入賞している。同番組をきっかけとして、郡司勇は温泉評論家としての活動を始めているが、藤田はこの時点では評論家としての活動を行っていない。
藤田が温泉評論家としての活動を始めるきっかけとなったのが、2000年にJTB主宰で行われた「第1回温泉旅行検定試験」において、第1位の成績を収めるとともに、検定協会から「温泉旅行博士」の称号を受けたことによる。以来、温泉評論家として藤田への注目が集まるようになった。翌年の「第2回温泉旅行検定試験」においても第1位の成績を収め、評論家としての活動を確固たるものとしている。
現在では、雑誌の連載のほかに、『All About』において郡司とともに温泉関連のガイドを務めている。

## 逸話
- 2001年に結婚した際に、本籍地を鉄輪温泉渋の湯共同浴場に変更した、と公表している。
- 日本三大美肌湯を定義している（嬉野温泉、斐乃上温泉、喜連川温泉）。